# Erna im Krieg
Erna im Krieg (Originaltitel: Erna i krig) ist ein dänischer Spielfilm aus dem Jahr 2020 unter der Regie von Henrik Ruben Genz. Der Film basiert auf dem Roman von Erling Jepsen und erzählt die Geschichte einer Mutter, die sich während des Ersten Weltkriegs als Mann verkleidet, um ihren Sohn an der Front zu schützen.

## Handlung
Im Jahr 1918, während des Ersten Weltkriegs, lebt Erna Jensen mit ihrem geistig behinderten Sohn Kalle in Süderjütland, das damals zum Deutschen Kaiserreich gehörte. Als Kalle zum Militärdienst eingezogen wird, beschließt Erna, sich als Mann zu verkleiden und unter dem Namen Julius Rasmussen in die Armee einzutreten, um ihren Sohn an der Front zu beschützen. Während ihrer Zeit im Militär entdeckt Erna neue Seiten an sich und wird mit den Schrecken des Krieges konfrontiert.

## Produktion
Der Film ist eine Koproduktion zwischen Dänemark, Estland und Belgien. Die Dreharbeiten fanden unter anderem in Tartu, Estland, statt. Die Produktion wurde von Nimbus Film durchgeführt.

## Rezeption
Der Film erhielt gemischte Kritiken. Auf IMDb wird er mit einer Durchschnittsbewertung von 6,0/10 geführt. Kritiker lobten die schauspielerische Leistung von Trine Dyrholm, während einige die Handlung als vorhersehbar empfanden.